# Матькаси
Матька́си (рос. Матькасы, чув. Матькасси) — присілок у складі Канаського району Чувашії, Росія. Входить до складу Шибилгинського сільського поселення.
Населення — 27 осіб (2010; 38 у 2002).
Національний склад:
- чуваші — 92 %